# Kościół Podwyższenia Krzyża Świętego w Pokoju
Kościół Podwyższenia Krzyża Świętego – rzymskokatolicki kościół parafialny w Pokoju. Świątynia należy do parafii Podwyższenia Krzyża Świętego w Pokoju, w dekanacie Zagwiździe diecezji opolskiej. Dnia 14 stycznia 2015 roku pod numerem A-230/2015 kościół został wpisany do Rejestru zabytków województwa opolskiego.

## Historia kościoła
Powstanie Pokoju datowane jest na XVIII wiek, do czego walnie przyczynił się książę wirtembersko-oleśnicki Karol Chrystian. W latach 1765–1775, za sprawą ludności protestanckiej, wybudowano kościół ewangelicki, natomiast od 1796 roku za świątynię katolikom służył budynek cieplarni, który w 1845 roku został rozbudowany.
Obecny kościół zbudowano w stylu barokowym w latach 1907–1909. Poświęcenia kamienia węgielnego dokonał komisarz biskupi dziekan Anton Reimann z Namysłowa. Konsekracja miała miejsce 18 lipca 1908 roku.
Świątynia powstała według projektu architekta Ludwiga Schneidera z Wrocławia, inspektorem budowlany był Schaehr. Roboty murarskie wykonali mistrzowi budowlani Kittner oraz Sperling z Namysłowa. Jeszcze w 1907 roku położono dach na kościele. W 1908 roku wybudowano wieżę. Roboty ciesielskie wykonał mistrz ciesielski Kriche oraz Kruber z Namysłowa, roboty blacharskie mistrz Emmerling z Opola, stolarskie mistrz Beck z Pokoju, zaś dekarskie mistrz Schlums z Mąkoszyc. Osadzone w otworach okiennych witraże przedstawiają św. Hubertusa oraz św. Eugeniusza, które podarował kościołowi król Wirtembergii, Wilhelm II Wirtemberski, zaś cztery pozostałe witraże kościoła fundowali kupiec Klupsch z Pokoju, ksiądz Goretzki z Fałkowic, sekretarz pocztowy Olbrich oraz właściciel mleczarni Meienberg z Miodar. Roboty stiukowe wykonała firma Kinnka-Völkel z Wrocławia. Ołtarz główny wykonano wedle projektu malarza G. Poppe.

## Organy
Organy zostały wybudowane przez firmę Rieger w 1926 roku jako opus 2239. Posiadają pneumatyczną trakturę gry. Ostatni remont przeprowadzała firma Rieger-Kloss. 
Dyspozycja instrumentu:
| Manuał I         | Manuał II              | Pedał               |
| ---------------- | ---------------------- | ------------------- |
| 1. Bourdon 16'   | 1. Oboe 8'             | 1. Violon Bass 16'  |
| 2. Principal 8'  | 2. Geigen Principal 8' | 2. Subbass 16'      |
| 3. Trompete 8'   | 3. Aeoline 8'          | 3. Bourdon Bass 16' |
| 4. Gamba 8'      | 4. Vox coelestis 8'    | 4. Posaune 16'      |
| 5. Salicional 8' | 5. Konzert flöte 8'    | 5. Octavbass 8'     |
| 6. Hohlflöte 8'  | 6. Rohr Flöte 8'       | 6. Cello 8'         |
| 7. Flute harm 4' | 7. Gemshorn 4'         |                     |
| 8. Oktave 4'     | 8. Harm. aeth. 4 fach  |                     |
| 9. Mixtur 4 fach |                        |                     |